# Гамбия (река)
Га́мбия, река в Западной Африке (Гвинея, Сенегал и Гамбия). Длина около 1130 км. Берёт начало на плато Фута-Джаллон в Гвинее. В верхнем течении порожиста, в среднем течёт по низменности в извилистом русле. Впадает в Атлантический океан, перед впадением образует эстуарий шириной до 20—30 км. Средний расход воды — около 2000 м³/с. Паводки с июля по октябрь.

## Этимология
Гидроним Гамбия впервые упоминается в 1455—1456 годах как Galbia; предполагается европейское искажение местного названия со значением «река».

## Общие сведения
Судоходна на 467 км от устья, где на острове Святой Марии расположен город Банжул. Морские приливы проникают на 150 км от устья.

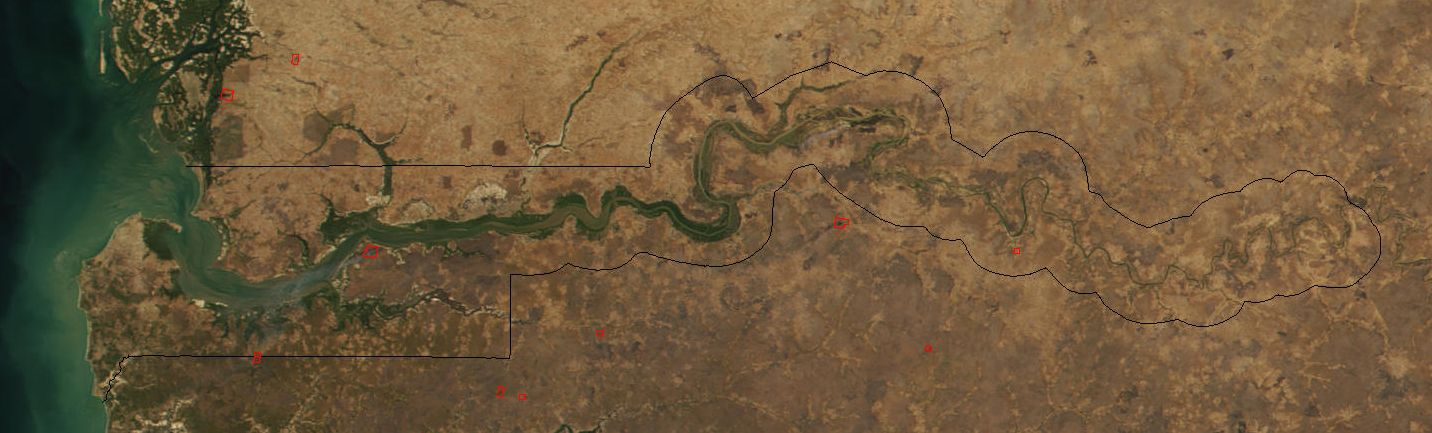
Западный отрезок реки Гамбия, вид из космоса. Линией отмечена граница страны Гамбии.

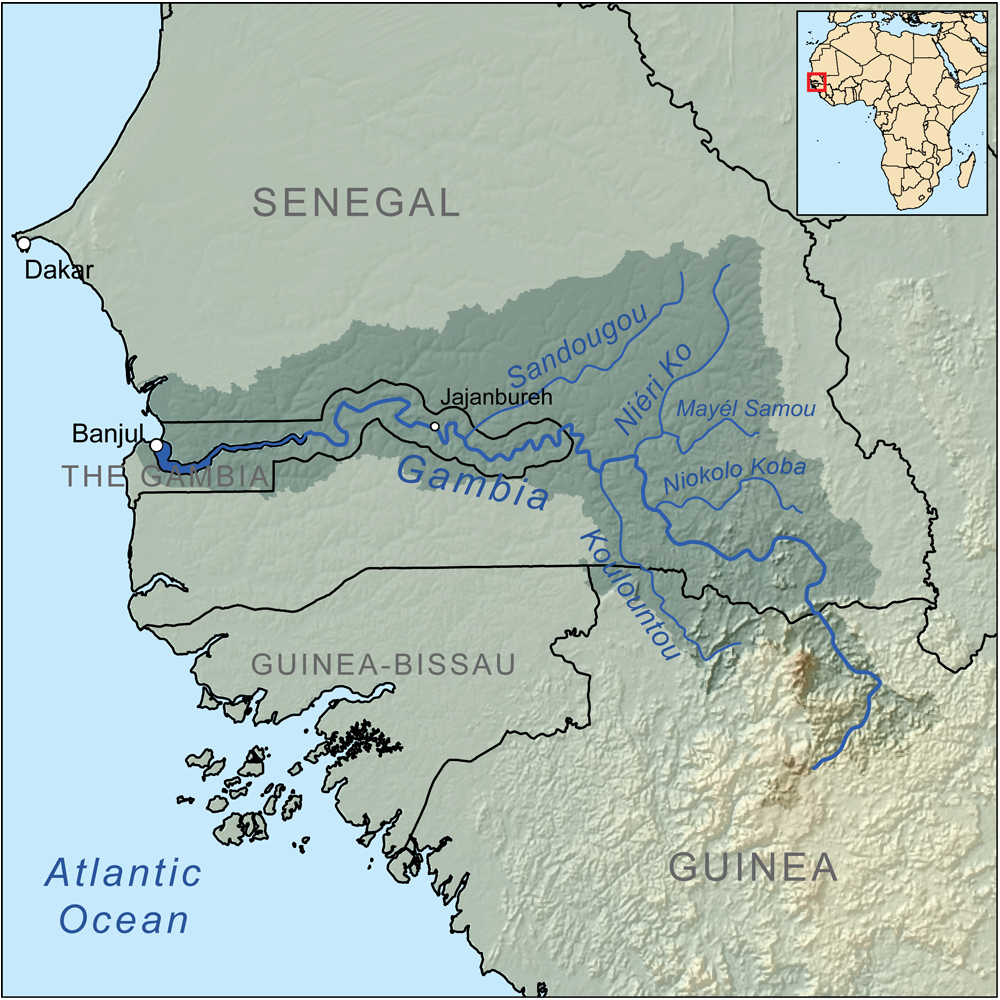
Бассейн Гамбии

Река Гамбия играет важное значение для транспорта, ирригации и рыболовства. Река Гамбия и её притоки занимают 970 км², во время половодья — 1965 км² (18 % от общей территории страны). В устье, расположенном вблизи мыса Святой Марии, ширина реки составляет 16 километров, глубина — 8,1 м. Наименьшая ширина реки на территории Гамбии — около 200 м. В Банжуле, где ходит паром до правобережной Барры, русло реки сужается до 4,8 км. Река пригодна для судоходства на протяжении 225 км вверх по течению. Первые 129 км от Банжула река окаймлена мангровыми лесами, которые сменяются крутыми утёсами, покрытыми растительностью, затем следуют берега, покрытые высокой травой. Вся река и её многочисленные притоки известны своей орнитофауной, а также обитающими гиппопотамами, крокодилами и бабуинами.
Недалеко от устья, выше Банжула по течению, на реке Гамбия находится остров Джеймс (Кунта Кинте или остров святого Андрея) с фортом, использовавшимся колониальными империями до 1779 года. Ныне остров Джеймс вместе с несколькими другими укреплениями колониального периода внесён в список Всемирного наследия ЮНЕСКО.